# ألدو أليمان
ألدو أليمان (بالإسبانية: Aldo Alemán)‏ هو لاعب كرة قدم مكسيكي في مركز الهجوم، ولد في 10 يونيو 1993.